# Deathrock
Deathrock nebo death rock je termín používaný k označení punkrockového podžánru, který obsahuje hororové prvky a strašidelnou atmosféru. Vznikl na Západním pobřeží USA okolo roku 1979.

## Charakteristika
Termín „death rock“ byl poprvé použití v 50. letech na popsání tematicky podobného žánru rock and rollu, který začal skladbou „Endless Sleep“ od Jodyho Reynoldse v roce 1958 a skončil skladbou „Last Kiss“ od J. Franka Wilsona v roce 1964. Název deathrock vznikl v roce 1979 kvůli popsání zvuku různých punkrockových skupin západního pobřeží USA.
Deathrocková skladby používají jednoduché akordy opakující se kytarové zvuky, basovou kytaru v popředí a bicí, které zdůrazňují opakované, post-punkové beaty v taktu 4/4. K vytvoření atmosféry jsou někdy použity skřípající zvuky kytary. Texty mohou být rozdílné, ale typicky jsou introspektivní a surrealistické s podílem temných témat samoty, rozčarování, ztráty, deprese, života, smrti atd.

## Interpreti
| - 45 Grave - Bella Morte - The Birthday Party - Bloody Dead & Sexy - Cauda Pavonis - Christian Death | - Cinema Strange - Rudimentary Peni - Tragic Black - T.S.O.L. - Mephisto Walz |

## Moderní Death Rock 1990–2013
- A Spectre Is Haunting Europe
- All Gone Dead
- Astrovamps
- Black Ice
- Bloody Dead and Sexy
- CADR Ash
- Cemetary Girlz, The
- Chants of Maldoror
- Cinema Strange
- Curtains!
- Deep Eyende
- Devils Whorehouse
- Dinah Cancer and the Graverobbers (anksčiau 45 Grave)
- Disco Hospital, The
- Eat Your Make Up
- Eyeculation Post Mortem
- Evil Speaks, The
- Fear Cult
- Frank The Baptist
- Heiress presumptivní
- Horatio, The
- Human disea
- Jacqui Bitch
- La Peste Negra
- La Vene Di Lucretia
- Las Gorgon
- Last Days of Jesus, The
- Los Carniceros Del Norte
- Madre del Visio
- Miguel and the Living Dead
- Murder at the Registry
- New Days Delay
- Novocaine Mausoleum
- Noctivagus
- N/A
- Phantom Limbs, The
- Pins and Needles
- Radio Scarlet
- Red Voice Choir
- Scarlet 's Remains
- Subtonix
- Tragic Black
- Turn Pale
- Undying Legacy
- Vanishing, The
- Young Werewolves, The
- Zombie zex